# Ц̄
Cette page contient des caractères spéciaux ou non latins. S’ils s’affichent mal (▯, ?, etc.), consultez la page d’aide Unicode.
Le tsé macron (capitale Ц̄, minuscule ц̄) est une lettre de l’alphabet cyrillique qui a été utilisée dans l’écriture de l’akhvakh. Elle est composée d’un tsé avec un macron.

## Utilisations
Le tsé macron est utilisé dans l’écriture de l’akhvakh dans le dictionnaire akhvakh-russe de Magomedova et Abdulaeva.

## Représentation informatique
Le tsé macron peut être représenté avec les caractères Unicode suivants (cyrillique, diacritiques) :
| formes    | représentations | chaînes de caractères | points de code | descriptions                                       |
| --------- | --------------- | --------------------- | -------------- | -------------------------------------------------- |
| capitale  | Ц̄               | Ц◌̄                    | U+0426 U+0304  | lettre majuscule cyrillique tsé diacritique macron |
| minuscule | ц̄               | ц◌̄                    | U+0446 U+0304  | lettre minuscule cyrillique tsé diacritique macron |